# Caraglio
Caraglio – miejscowość i gmina we Włoszech, w regionie Piemont, w prowincji Cuneo.
Według danych na rok 2004 gminę zamieszkiwało 6210 osób, 151,5 os./km².